# Садовый Посёлок
Садовый Посёлок — деревня в Михайловском районе Рязанской области России.

## История
| Год  | Население |
| ---- | --------- |
| 1929 | 62        |
| 2007 | 53        |

До 1924 года деревня входила в состав Горностаевской волости Михайловского уезда Рязанской губернии
.

## Население
| 2010 |
| ---- |
| 41   |

## Этимология
Наименование населённого пункта, как отмечают Журкин И. А. и Катагощин Б. И., объясняется тем, что он возник после Октябрьской революции 1917 г. на территории бывшего помещичьего сада.